# Psellidotus formosus
Psellidotus formosus är en tvåvingeart som först beskrevs av James 1979.  Psellidotus formosus ingår i släktet Psellidotus och familjen vapenflugor. Inga underarter finns listade i Catalogue of Life.